# Satori
Il Satori  (悟, giapponese Satori, da satoru, "conoscere, capire"; cinese Wù, coreano 오 O; vietnamita: Ngộ), nella pratica del Buddismo Zen indica l'esperienza del risveglio inteso in senso spirituale, nel quale non ci sarebbe più alcuna differenza tra colui che "conosce, o capisce" e l'oggetto del conoscere, del capire.
(Daisetsu Teitarō Suzuki, dall'introduzione del libro Lo zen e il tiro con l'arco di Eugen Herrigel)
Il satori è il momento dell'illuminazione nella pratica del Buddismo Zen, momento in cui l'intera esperienza personale e cosmica è proiettata in un unico istante, che porta ad un annullarsi cosciente del soggetto, non derivante da una rinuncia al mondo esterno ma dalla partecipazione ad esso tramite l'atto puro. Tale processo è ben espresso dalla forma poetica dell'haiku.

## Illuminazione permanente
Il significato letterale della parola è "comprendere", ed è talvolta usata come sinonimo di Kenshō, ma mentre questo è inteso come una realizzazione iniziale che deve essere approfondita, il satori è la realizzazione della Natura di Buddha di un risvegliato o di un patriarca.
Lo psicoanalista-filosofo Carl Gustav Jung, nella prefazione a La grande liberazione. Introduzione al Buddismo Zen di Daisetsu Teitarō Suzuki, si sofferma in modo particolare nell'affermare come lo Zen sia prima di tutto Satori.
(Carl Gustav Jung, Introduzione a D.T. Suzuki, Introduzione al Buddismo Zen, Ubaldini Editore, Roma 1970, p. 24.)

## Illuminazione temporanea
Il Buddismo Zen generalmente riconosce l'illuminazione come una cosa transitoria nella vita, una rivelazione, e il satori è uno stato d'illuminazione limitato nel tempo. Poiché però secondo la filosofia Zen tutte le cose sono transitorie, la natura temporanea del satori non è vista come una limitazione nel senso che una rivelazione temporanea avrebbe nella comprensione occidentale dell'illuminazione.
La natura transitoria del satori, opposto all'eterno Nirvāṇa anelato dalla tradizione Buddista in India, deve molto all'influenza taoista sul Buddismo Chán in Cina, di cui il Buddismo Zen del Giappone è un'evoluzione. Il Taoismo è una filosofia mistica che enfatizza la purezza del momento, mentre le radici indù del Buddismo indiano hanno una visione più ampia volta all'uscita dalla prigione Karmica, prigione della perpetua rinascita del mondo materiale.